# Многонациональное движение Татарстана «Согласие»
МДТ Согласие (первоначальное название — Движение за равноправие и единство народов Татарии) — одно из старейших общественных движений в Республике Татарстан.
Пропагандируемая движением цель — сохранение мира между национальностями республики и русскими, согласовать их не во всем совпадающие интересы.

## Идейно-политическая ориентация МДТ. МДТ как группа давления и группа интересов
МДТ «Согласие» не является собственно политической организацией, поскольку не ставило задачу прихода к власти. С самого начала цель была скромнее — повлиять на власть. Повлиять лишь в одной области, в сфере принятия решений по этнонациональным вопросам. Только во второй половине 1990-х годов, убедившись в опасности ситуации, когда решения в этой области зависят лишь от «доброй воли» правителей, не связанных волей народа, МДТ «Согласие» добавило еще одну задачу: введения зависимости властей от общества.
Несмотря на то, что МДТ «Согласие» далеко не является правящей силой (скорее, наоборот), идеи МДТ «Согласие» воплощены в жизнь властями Республики Татарстан (правда, иногда в искаженной форме):
1. это равный статус двух языков в РТ без ущемления прав незнающих один из них;
2. это обучение всех детей в РТ двум языкам с раннего возраста (а не деление детей разной национальности по различным школам);
3. это особый статус республики, но без выхода из России;
4. это сохранение и российского, и татарстанского гражданства;
5. это признание Российской Конституции, и заключение двустороннего Договора между РФ и РТ;
6. это решение проблемы статуса республики способом:

- демократическим (только путём плебисцита как высшей формы референдума, выражения воли народа; еще в августе 1990 г., в преддверии принятия Декларации о суверенитете Татарстана, будущие руководители МДТ «Согласие» собрали под требованием всенародного голосования (которого тогда боялись власти) свыше 6 тыс. подписей),
- законным (через переговоры с руководством РФ и изменение, а не одностороннее нарушение законов),
- целесообразным (не бросая народ республики без разбора в самоубийственную изоляцию, а заранее просчитывая все возможные последствия).

Активисты МДТ «Согласие» участвовали в ряде программ Министерства по делам национальностей РФ и Министерства образования и науки РФ, давали свои предложения по избежанию межэтнического конфликта властям РФ и РТ, для чего один из сопредседателей, В. Беляев, даже стал членом Госсовета при Президенте РТ (консультативного органа, существовавшего с 27 сентября 1991 до 21 декабря 1993 года; ныне сходный орган называется президентским советом).
Среди идейных вдохновителей и основателей МДТ «Согласие» были: В.Беляев, Р.Хайруллин, Д.Валеев (писатель), Л.Акмалова, В.Кадыльский, И.Крюков, А.Кузнецов, Л.Латышева, Ю.Хайруллина, Л.Шувалов, Т.Панкратов, В.Подымов, Ю.Решетов, А.Штанин, А.Иванцов, Г.Кантор, Р.Ахмадеев, А.Барабанов, А.Салий, Р.Сибгатуллин, Л.Хасанова.
Активно участвовали в работе МДТ «Согласие» В.Бузукин, А.Воржецов, Р.Гафуров, Р.Зинатуллин, О.Кузина, Б.Ларионов, А.Мальцев, С.Тазиева, Е.Харитонов, Е.Щукин.

## Структура МДТ «Согласие»
Руководящим органом является Правление.
Повестку дня заседаний Правления готовит Координационная группа Правления.
Представительские функции выполняют два сопредседателя:
- Беляев Владимир Александрович — инициатор создания МДТ «Согласие», академик Академии политических наук РФ, заведующий кафедрой социологии, политологии и менеджмента КГТУ им. А. Н. Туполева.
- Хайруллин Рашат Валеевич — писатель, тренер-методист, автор ряда книг по здоровому образу жизни.

Состав МДТ «Согласие» близок к структуре населения: половину составляют женщины, около 1/2 — татары, а профессоров в нем в начале 1990-х гг. было больше, чем в АН Татарии, много инженеров, учителей, есть рабочие и колхозники. Большинство — беспартийные, но участвуют и социал-демократы, коммунисты, либералы, националы разной этнической принадлежности.
Территориальные организации МДТ «Согласие» действуют в большинстве городов РТ и 5 сельских районах.

## История

### Создание
Летом 1990 года в Татарии готовилось принятие Декларации о суверенитете. В ответ на это возникло народное движение, настаивающее, чтобы в Декларации не выделялись права лишь одного народа ТАССР и чтобы она принималась народом, а не депутатами. На заводах Кировского района г. Казани было собрано 6 тысяч подписей. Это и послужило началом организационного оформления Движения.
МДТ «Согласие» создано 1 сентября 1990 г. — в ответ на первые стычки между русскими и татарами в Казани.
В 1990 г., принимая лидеров Приднестровской Молдавской республики, общее собрание МДТ «Согласие» заранее предупредило о том, куда может завести сепаратизм властей Молдовы, действительно развязавших впоследствии братоубийственную войну против тех, кто не желал выходить из Союза и входить в состав Румынии, принесшей в годы Великой Отечественной много горя населению Приднестровья. В то время, когда «демократы» поддерживали любой сепаратизм союзных республик, осуждая оный в автономиях, МДТ «Согласие» последовательно боролось за единство народов, против их разграничения по сортам, против любого неравноправия, особенно когда дело касалось положения русского меньшинства в Прибалтике.

### 1990—1994 годы
В 1990—1995 гг. в Верховном Совете Татарии и Казанском горсовете ряд депутатов были членами МДТ «Согласие», к примеру, народные депутаты ВС РТ А. В. Штанин и Б. Д. Леушин, народный депутат Казанского Горсовета Д.Галяутдинов, а также зам.председателя Вахитовского (центральный район г. Казани) райсовета Ю. Д. Ростовщиков и др.
Особого успеха МДТ «Согласие» добилось на референдуме по статусу республики Татарстан. Несмотря на подтасовки, нарушения местных и российских законов, двусмысленная, обманная формулировка, предложенная властями республики, не была поддержана горожанами.
Исследование общественного мнения, проведенное социологической службой ВС РТ в июне 1992 года выявило следующее отношение к федерализации жителей Татарстана
(в применении к пропаганде, проводимой МДТ «Согласие», интересны два вопроса из этого исследования):
- Какой, по Вашему мнению, договор должен регулировать межгосударственные отношения РТ и РФ?

Вариант «Федеративный договор» выбрали 22,8 % жителей Татарстана, при этом 31 % жителей Казани и 32,1 % русских.
Вариант «Двусторонний договор» выбрали 25,1 % жителей Татарстана, при этом 34,7 % татар. Среди жителей Казани этот вариант ответа популярностью не пользовался — его выбрали всего 17,1 % опрошенных.
Больше всего голосов набрала компромиссная формулировка, предполагавшая заключение и Двустороннего и Федеративного договоров одновременно. Этот вариант выбрали 33,4 % жителей Татарстана, при этом 34,9 % татар и 32,5 % русских.
- За какой путь развития республики Вы выступаете — в составе РФ или вне РФ?

Развитие Татарстана в составе РФ выбрали 64,4 % жителей Татарстана, вне РФ — только 22,1 %. При этом даже среди татар за развитие в составе РФ выступали 47,3 %, а вне — только 37,1 %.
Лидеры МДТ «Согласие» от имени Движения на выборах в Думу РФ в декабре 1993 г. и на повторных выборах в марте 1994 г. акцентировали внимание избирателей на идеях возврата к законности и эволюционности политического развития, отсечения крайностей и насилия в политике. В итоге за сопредседателя МДТ В.Беляева проголосовало св.55 тыс. избирателей, несмотря на отсутствие денежных средств у Движения.
Как известно, выборы 1993 г. были провалены в РТ, ибо президент РТ М.Шаймиев решил, что выборы в РФ не имеют отношения к РТ и что «народ Татарстана на них не пойдет». Препятствия в организации выборов и фальсификация доли участвовавших в них привели к тому, что выборы были признаны «несостоявшимися».
На повторных выборах в ту же Думу в марте 1994 г. у МДТ «Согласие» на первый план вышли национальный вопрос и проблема государственного устройства. Кандидаты от «Согласия» указывали на заслуги Движения в «пробивании» идей двух государственных языков и особого статуса РТ в РФ.

МДТ «Согласие» явилось инициатором создания в сентябре 1994 года Круглого стола всех политических партий и движений Татарстана, выступающих против самодержавия аульных чиновников.
Круглый стол объединил всю оппозицию режиму М.Шаймиева — как русских, так и татарских националистов (ЛДПР, Иттифак (партия) и другие), и весь политический спектр — от Демократического Выбора России (впоследствии СПС), через центристов, социалистов и социал-демократов (Яблоко,СДПР, РОСДП, Партия развития предпринимательства, ДПР) до коммунистов (КПРФ, РКРП, КП(б) РТ).
МДТ «Согласие» осудило ввод войск в Чечню, предсказав провал операции, превращение «главного чеченского преступника» в национального героя, внутренних разборок преступных групп — в «освободительную войну народа» и укрепление позиций националистов в Татарии, открыто содействующих преступникам. МДТ «Согласие» призвало к «выводу всех Российских войск из Чечни и переходу в экономических отношениях с Чечнёй на принципы взаимной выгоды и отказу от односторонней подпитки правящего в Чечне режима. Татарский народ, как и остальные народы Федерации, не на стороне преступного режима, но против кровопролития, за мирное разрешение чеченской проблемы». Выступая за мирное урегулирование чеченской проблемы и за полную защиту всех прав беженцев и оставшихся в Чечне русскоязычных жителей, МДТ «Согласие» осудило выделение средств из бюджета России для Чечни и отказ руководителей сепаратистов в избирательных правах чуть ли не половине населения, — тем, кто вынужден был покинуть Чечню. МДТ «Согласие» посчитало такие выборы президента Чечни под дулами автоматов нелегитимными.

### 1995—2000 годы
В марте 1995 г. на выборах в Госсовет РТ и местные органы власти фокусом пропаганды МДТ «Согласие» стали социальные проблемы (личной безопасности граждан, их уровня жизни и социальной инфраструктуры), а стержнем — вывод, что для верного и своевременного решения таких проблем необходимо лишь одно — введение жесткой зависимости властей от народа. Лозунгом большинства «согласийцев» было уже «Мир, согласие и благополучие — Вашему дому».
На выборах в Госсовет 1995 г. кандидаты МДТ «Согласие» обошли основных своих соперников в большинстве округов в 1-м туре.
Здесь необходимо сделать несколько замечаний о процессе выборов в Татарстане. Республика настолько прославилась нарушениями на выборах, что Государственная Дума России приняла об этом специальное постановление.
Опыт показывает, что в 1-м туре выборов фальсификаций меньше, чем во 2-м. Поэтому, хотя кандидаты от МДТ «Согласие» и не прошли выборы, задавленные фальсификациями во 2-м туре, однако результаты голосований в 1-м туре показывают реальную популярность Движения у избирателей.
В декабре 1996 г. «Согласие» приняло обращение к казанцам, в котором сказано, что «республика продолжает скатываться к феодально-аульной диктатуре. Об этом свидетельствуют последние шаги властей:
— изменение Госсоветом РТ 108 статьи Конституции РТ: сняты ограничения по количеству сроков президентства и по верхнему пределу возраста (в 65 лет) — эти два изменения позволяют М.Шаймиеву стать пожизненным правителем Татарии;
— голосование М.Шаймиева в Совете Федерации против назначения судей из Москвы, то есть фактически за назначение судей из Казани теми, кого они должны контролировать;
— на сессии Госсовета РТ изменен Закон РТ о референдуме, введены назначаемость членов Центризбиркома и отменено право партий и общественных организаций быть инициатором и контролером референдума;
— последние кадровые перестановки (назначение Фаттахова зампредом Совмина и Минкиной главой администрации Московского р-на Казани, то есть вверх пошли нарушители избирательного законодательства)».
На выборах 1999 г. кандидаты от МДТ «Согласие» выдвинули лозунг «Заставим власть зависеть от нас!».
Два кандидата-члена «Согласия» (В.Беляев и А.Штанин) в 1-м туре выборов в Госсовет РТ обошли соперников, а А.Штанин победил и во 2-м туре и был избран в Госсовет.

### После 2000 года
В последние годы идеологи «Согласия» заняты:
а) разработкой и лоббированием демократических и федералистских биллей РТ («О гражданстве», «О выборах», «О партиях»);
б) внесением десятков поправок в проект Конституции РТ 2002 г.;
в) просвещением населения о принципах построения мировых федераций (о неэтническом принципе и последствиях этногосударственности) и выработкой десятков иных идей, которые были способны (и во многом реализованные, пусть в извращенной форме, смогли) предотвратить этнические конфликты и гармонизировать межэтнические отношения в РТ.
Борьба сепаратистов за выход Татарстана из состава России и обретение независимости в последнее время стала менее заметной, как бы ушла в тень, в подполье. Видимо это главная причина сокращения численности движения. По различным оценкам сегодня численность МДТ «Согласие» не превышает двух тысяч человек.